# Ortmühle

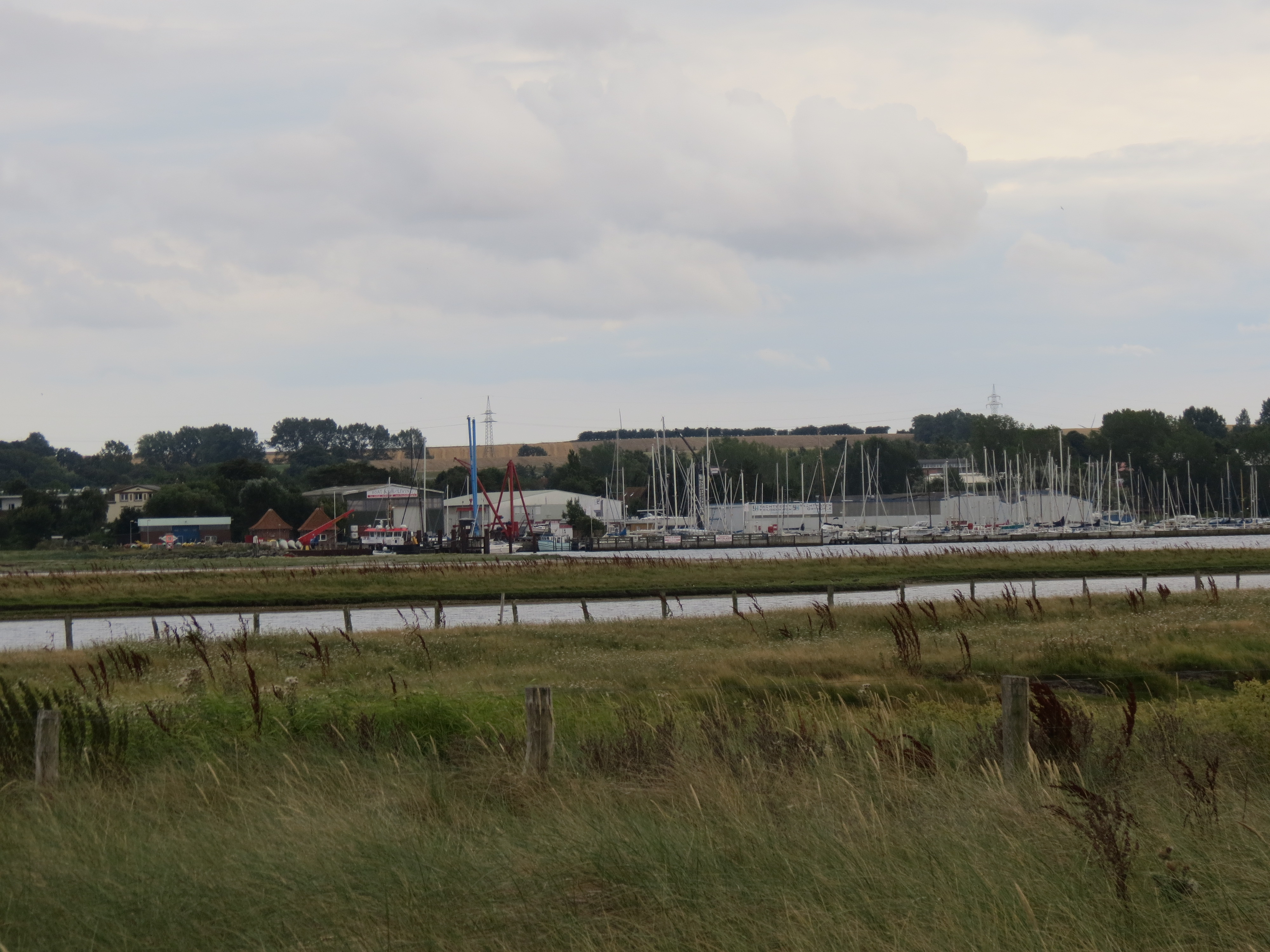
Ortmühle mit Yachtwerft vom Graswarder aus gesehen (2013)

Ortmühle ist ein Ortsteil der Stadt Heiligenhafen im Kreis Ostholstein in Schleswig-Holstein.

## Lage
Ortmühle liegt etwa einen Kilometer östlich von Heiligenhafen gegenüber der Halbinsel Graswarder an der Einfahrt zum Hafen Heiligenhafen.

## Wirtschaft
Im Ortsteil gibt es eine Yachtwerft, einen Yachthafen und ein Seniorenheim.